# استردوک
استردوک (به لاتین: Ostredok) یک کوه در اسلواکی است که در Martin District واقع شده‌است. استردوک ۱٬۵۹۶ متر بالاتر از سطح دریا واقع شده‌است.